# Coleophora argentula
Coleophora argentula — вид лускокрилих комах родини чохликових молей (Coleophoridae).

## Поширення
Вид поширений в Європі, Росії та Малій Азії. Присутній у фауні України.

## Опис
Розмах крил 9,5-13 мм. Передні крила кремового забарвлення з білими поздовжніми смугами. Бахрома на крилах каштанового кольору.

## Спосіб життя
Метелики літають у червні-липні. Трапляються на степових ділянках, сухих луках, пустирях. Активні вночі. Гусениці живляться насінням та квітами деревію звичайного та цілолистого. Гусениці живуть у чохлику завдовжки 5-6 мм. Він спершу білого кольору, потім стає коричневим.

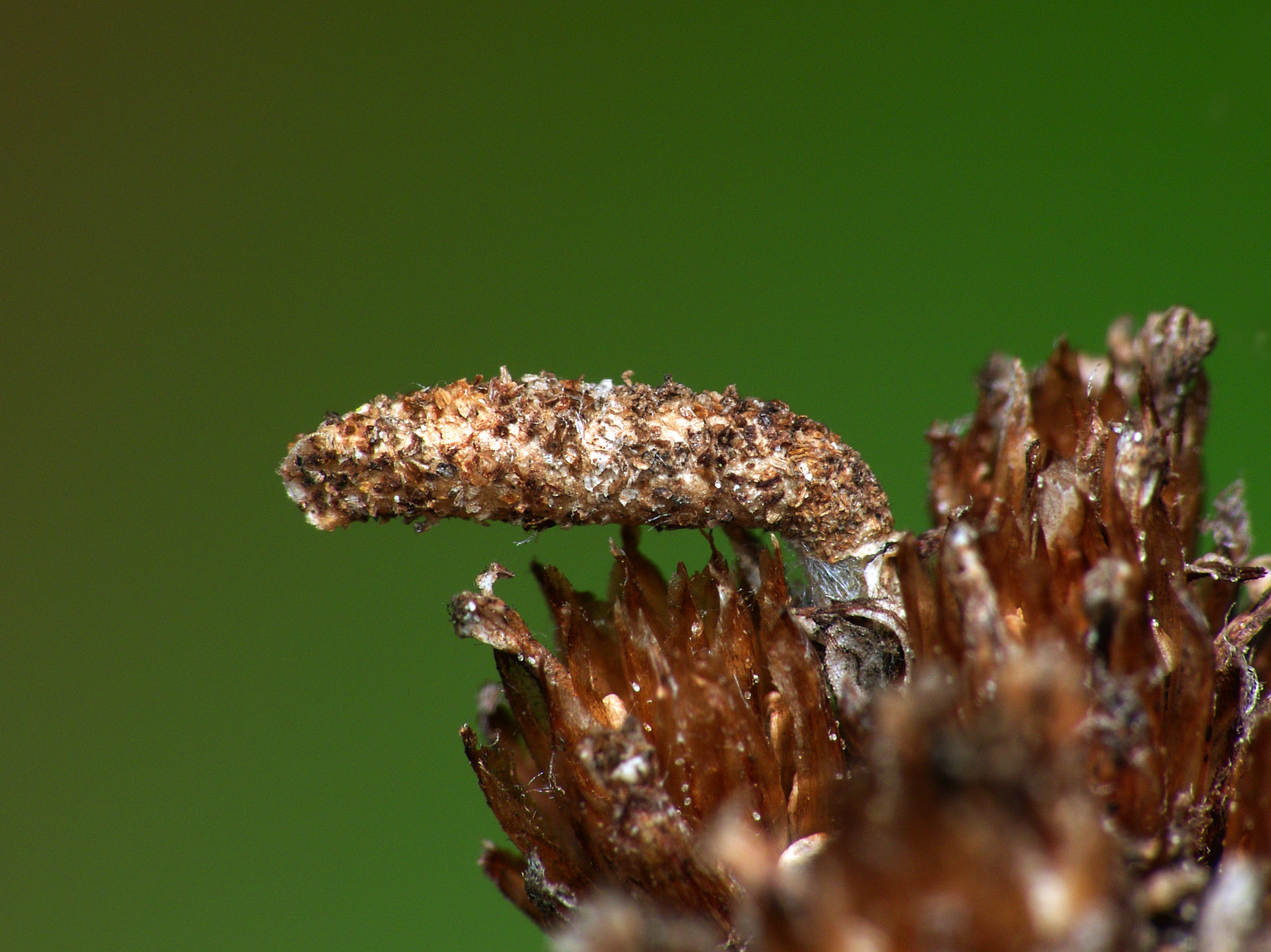
Гусениця у чохлику
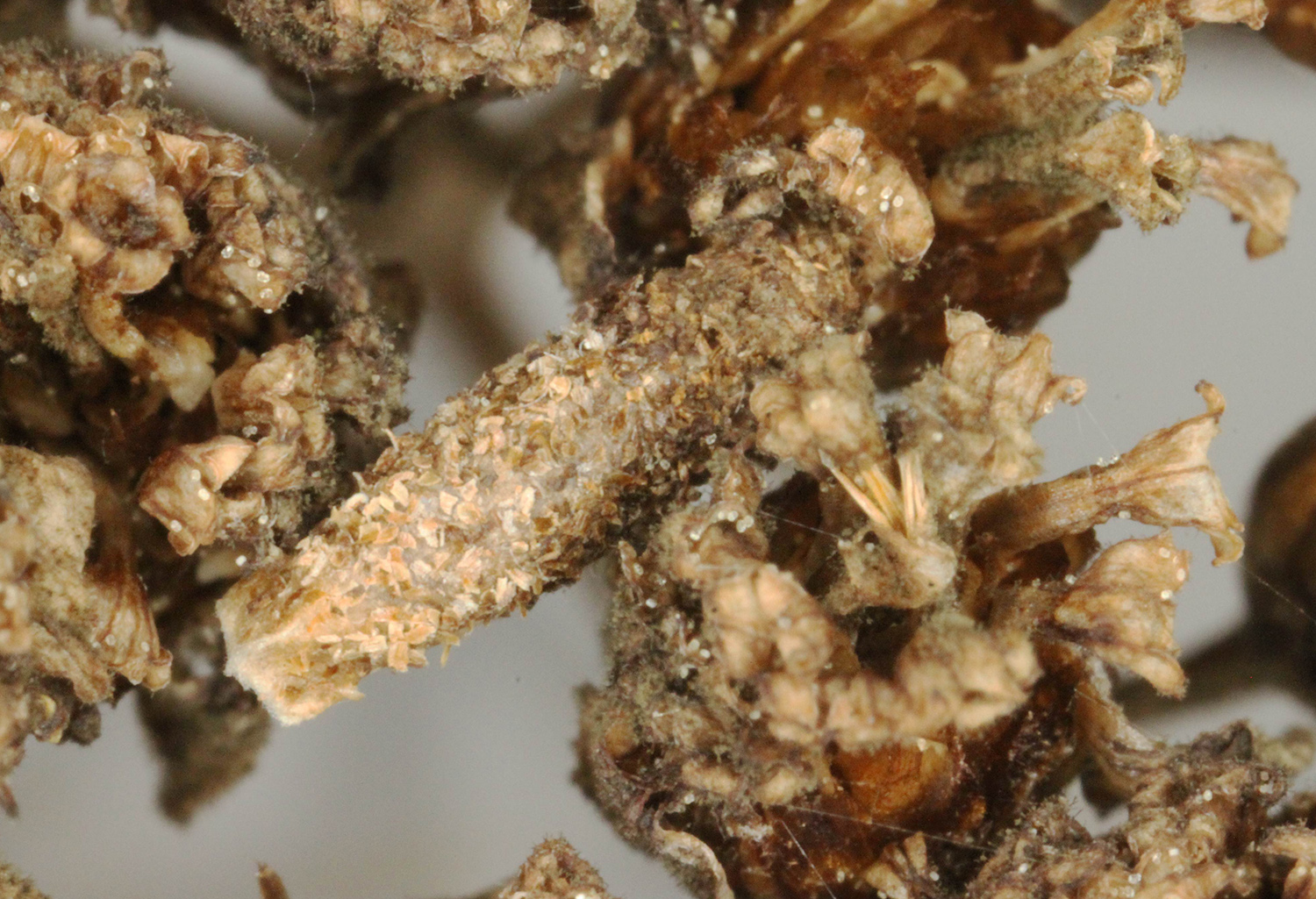
Гусениця у чохлику
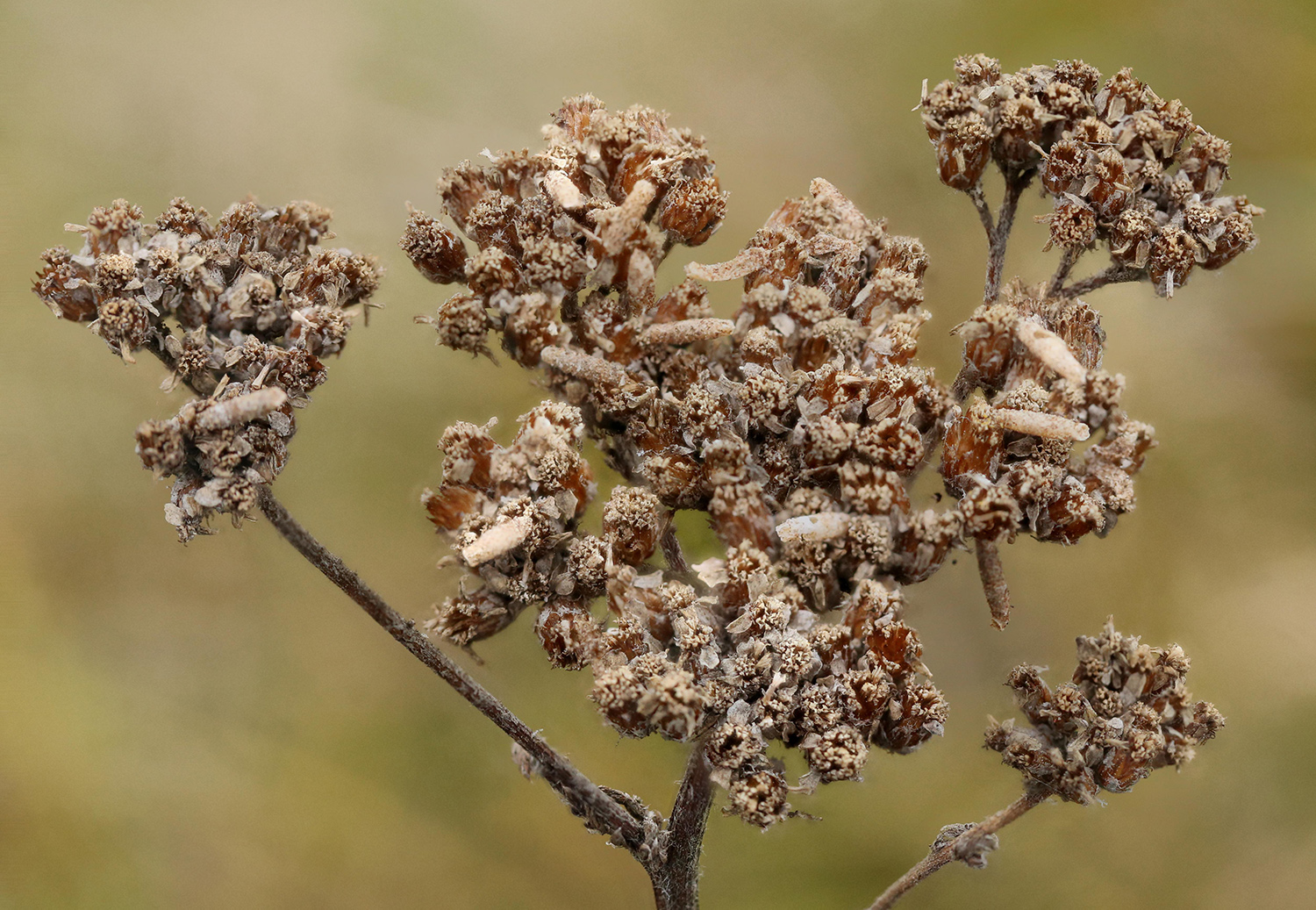
Гусениці на суцвітті деревію